# Leo Burnett
Leo Burnett (21 de outubro de 1891 - 7 de junho de 1971) foi um publicitário e executivo norte-americano e fundador da Leo Burnett Company, Inc.. Ele foi responsável pela criação de alguns dos personagens e campanhas mais conhecidas da publicidade do século XX, incluindo Tony the Tiger, o Marlboro Man, o Maytag Repairman, o "Fly the Friendly Skies" da United, e "Good Hands" da Allstate, e por angariar relacionamentos com clientes multinacionais como McDonald's, Hallmark e Coca-Cola. Em 1999, Burnett foi nomeado pela revista Time como uma das 100 pessoas mais influentes do século XX. 

## Biografia
Nascido em St. Johns no estado do Michigan, estudou jornalismo na Universidade do Michigan. O seu primeiro trabalho foi como jornalista no Peoria Journal em Peoria, Illinois. Em 1917, mudou-se para Detroit onde trabalhou como copywriter na Cadillac Motor Company. Depois de se casar com Naomi Geddes em 1918, mudou-se para Indianápolis onde trabalhou numa agência de publicidade de 1923 até 1930.

## Agência
Em 1935, fundou a sua própria agência em Chicago que agora é conhecida como Leo Burnett Worldwide. Foi inscrito na Copywriters Hall of Fame em 1961 e formou-se em 1967. Burnett seguiu a filosofia de Walter Lippman de criar uma imagem à volta de um produto. Até então, a publicidade centrava-se em longas descrições do produto com argumentos detalhados do porquê o produto era melhor do que a concorrência. Leo Burnett concentrou-se no estilo, criando ícones que simbolizavam o produto. Para ele o criador de um anúncio tinha que ser capaz de agarrar e reflectir aquilo que ele chamava de “inheren drama” do produto.
Um dos símbolos corporativos internos mais importantes que usou foram as maçãs vermelhas colocadas em todas as recepções das suas agências. Qualquer visitante ou empregado podia comer uma maçã de graça. Isto surgiu de um artigo de um jornal de Chicago que afirmava que a Leo Burnett se iria afundar com a Grande depressão, e que em breve estaria nas ruas a vender maçãs. Depois de ler estas palavras Leo Burnett resolveu oferecer maçãs em vez de as vender.
Outro símbolo interno importante criado por Burnett foi o ícone de “uma mão a alcançar as estrelas”, que ele explicou dizendo: “Quando tentamos alcançar uma estrela, podemos não conseguir apanhar nenhuma mas também não acabamos com as mãos cheias de lama.”
Um terceiro símbolo foi o “lápis preto”, um Alpha 245 que Burnett usava no dia a dia durante toda a sua vida. Para Burnett simbolizava um compromisso para com o calor e humanidade das ideias, e também para com quem as criava.